# Tom Vermeer
Tom Vermeer (Maastricht, 28 de desembre de 1985) és un ciclista neerlandès que competeix professionalment des del 2011. Actualment corre per l'equip Team Differdange-Losch.

## Palmarès
- 2013
  - 1r al Tour d'Overijssel
  - Vencedor d'una etapa al Tour de Loir i Cher
- 2014
  - 1r a la Midden-Brabant Poort Omloop